# 直到黎明
《直到黎明》是由Supermassive Games開發並由索尼電腦娛樂發行在PlayStation 4平台的驚悚冒險遊戲，在2015年8月尾開始於世界各地發售。《直到黎明》最初把平台定在PlayStation 3並支持PlayStation Move，但後來改為以PlayStation 4為獨佔平台。其精神續作是《獵逃驚魂》（2022）。
《直到黎明》在發售初期便因其視覺效果、選項、音樂和富含恐怖元素的遊戲設計獲得廣泛好評。而批評則主要集中在後半部分的劇情、鏡頭角度和人物動作。
2024年10月4日，《直到黎明》PlayStation 5和PC重制版上架。

## 遊戲玩法

玩家在特定的时候必须作出决定，这些决定通常都会影响到剧情后面的发展。圖為作中角色克里斯

《直到黎明》的设计使得玩家在进行多次游玩之后，可以打开多个结局，开启更多的新要素。每個結局持續大約遊戲時間9個小時，且遊戲採用了新的名叫「蝴蝶效應」的遊戲系統，玩家可以任意選擇由系統給出的選項，但同時可能會令後來產生一個不可預見的後果。打個比方，玩家如果在前一章節拾起了一個武器的話，可能會導致在追逐場面中回到拾起武器的那個房間。在整個遊戲中，玩家會面對多次倫理和道德的困境，例如必須犧牲一個角色才可拯救他人的艱難決擇。蝴蝶效應系統模糊了對與錯的決定之間的分界線，玩家可以使所有8個角色活著或他們8個人全部死亡，且允許出現許多不同的遊戲路線或應用場景，以及提供多種不同的結局，另外也會因此影響存活角色結尾與警方的對話內容。《直到黎明》有著嚴格的自動保存系統，以防止玩家因後悔自己所做的決定而重新加載之前的存檔。唯一一個改變玩家選擇的方法是重新開始遊戲或玩到結尾後開始一個新的遊戲。遊戲開發人員在採訪中表示《直到黎明》有「數百個結局」，得出哪一個結局取決於遊戲結束時有哪些角色活著。
《直到黎明》著重於玩家所做的探查、QTE、發現的線索以及作出的決定。此遊戲有一個會記錄所有玩家發現的線索與祕密的系統，而這些線索或祕密可使玩家解開黑木森林的謎團。以遊戲機制或主題而言，《直到黎明》與《暴雨殺機》和《超能殺機：兩個靈魂》相似。

## 劇情
2014年2月2日，約書亞（雷米·馬利克飾）、他的姐妹——贝丝和汉娜（艾拉·倫蒂尼飾）、薩曼莎（希丹·彭尼蒂亞飾）、麦克（布雷特·達爾頓飾）、克里斯（諾亞·弗雷斯飾）、艾希莉（凱蘭崔爾·斯坦曼飾）、艾蜜莉（妮可·布盧姆飾）、马修（喬丹·費雪飾）以及潔西卡（米格納·傑特·馬汀飾）在黑木山的小舍进行了一场冬季派对。麦克、艾蜜莉、潔西卡、马修和艾希莉捉弄了汉娜，尴尬的汉娜独自从小舍跑进了树林里，贝丝随后追着她。她们之后却被神秘人物追赶，将她们逼到了悬崖边，最终她们掉了下去，两人生死未卜，从此失踪了，警方一连串的搜索行动也未有找到两人。
时间转到了一年后，約書亞邀请所有人再次回到小舍。在那里，他们以分散行动，麦克和潔西卡走到了客房、马修和艾蜜莉回到缆车站取回安遗忘的行李，而薩曼莎则上楼洗澡。麦克和潔西卡抵达了一间小屋时，潔西卡却突然被不明生物抓走，麦克于是追赶到了个矿场。他跟随了个陌生人来到了废弃的疗养院，并得知了关于在1952年30位矿工被困在山洞中的事件。克里斯之后突然被击晕，醒来后发现艾希和約書亞被戴面具的男人绑在木板上，即将被巨型锯片活生生割断，男人要克里斯选出牺牲的人，不过不论结果为何，約書亞最终仍然死亡。马修和艾蜜莉得知此事后，尝试利用缆车离开这座山，可惜缆车已经被锁住了。他们之后爬上林火瞭望台并联络上了巡山员，但巡山员却表示援兵直到黎明才會抵达，瞭望台之后突然崩塌，他们掉入了矿场中并且已分散。镜头一转来到了正在洗澡的薩曼莎，薩曼莎发现自己被疯子偷窥后，可能被他击晕或者逃跑到一个工作室，这里取决于玩家的做法。薩曼莎在树林中被戴面具的男人攻击并被迫逃入他的地下工作室。
克里斯、艾希莉、薩曼莎和麦克在地下室集合，戴面具的疯子揭露了自己的身份——約書亞。他表示这些都是为了报复他的两位姐妹失踪而进行的恶作剧。他坦白树林中的手脚都是为了让这个树林显得闹鬼似的，但并没有承认潔西卡是他杀的；麦克和克里斯把他绑在小屋里并离开了他身边。在矿场中，艾蜜莉发现了贝絲的头和汉娜遭遇的事件：汉娜一开始掉下悬崖时并没有死亡。她遇到了陌生人（拉里·費森登飾），受帮助从未知生物逃脱并回到了小舍。陌生人正视众人并告知了真相：这座山中住满了名为温迪戈的生物，这些生物原本都是人类，但开始啃食同类后才会被邪恶的灵魂附身成為怪物。克里斯和陌生人出门找回約書亞，发现他失踪了之后，陌生人就被杀死了。
麦克和薩曼莎前往疗养院寻找約書亞和缆车钥匙，但那里已经被曾经是矿工的温迪戈占领，他们被迫摧毁建筑物。他们在矿场发现了严重产生幻觉的約書亞。马修和潔西卡在矿场中相遇并逃离温迪戈的攻击，回到地面。麦克和薩曼莎回到小舍与其他生还者见面，但发现温迪戈已经侵占了那里。温迪戈的破坏导致煤气泄漏，众人于是利用电器的火花摧毁了小舍并杀死了所有温迪戈。生还者们在着火的建筑物外坐着直到救援直升机在黎明成功抵达，带走了众人。

### 结局
展示制作人员名单的同时，如果最终有人没有成功生存下来，游戏会重播他们的死亡场景，而生还者则会接受警察的访问，告知整件事的过程并警告他们矿场中的生物。如果約書亞生存下来的话，他会在最后变成了温迪戈并吃着陌生人的头部。此时如果至少另一个朋友生存下来的话，警察会发现到約書亞并遭受攻击；但如果没人生存下来的话，变成了温迪戈并吃着陌生人的头部的約書亞就会回頭看着玩家。

## 開發
在2012年的Gamescom中，索尼電腦娛樂首次公佈《直到黎明》的消息，預告片由Machinima發放。當時宣佈的平台為PlayStation 3且由PlayStation Move作控制器，是第一人稱視角遊戲，玩家必須使用PlayStation Move來控制手電筒或火炬並使用火炬在8位角色之間切換。遊戲由曾經於2010年製作《開始派對！》的Supermassive Games開發。《直到黎明》原計劃於2013年發行，然而官方並沒有公佈遊戲更多的細節，而遊戲在2013年底亦未發行。有報導稱遊戲的發行計劃被取消，但Supermassive之後澄清表示《直到黎明》還在開發中。
《直到黎明》在2014年的Gamescom中被重新介紹，同時也發佈了一個預告片。遊戲宣布改以PlayStation 4為獨佔平台，視角也改為第三人稱視角，控制器則由PlayStation Move改為DualShock 4。此外，Supermassive取消了火炬這物品，取而代之的是角色會在不同的部分供玩家控制。Supermassive稱平台從PlayStation 3轉為PlayStation 4時已重製遊戲和故事，從而創造出更好的具有電影特徵的體驗，讓遊戲感覺「更陰沉，更恐怖」。同時亦稱《直到黎明》改用了更新過後的《殺戮地帶：暗影墜落》的引擎。
2015年5月26日，索尼公佈遊戲將發布在2015年8月25日。玩家如果預購遊戲的話可獲得關於馬特和艾蜜莉的額外劇情。除了普通版的遊戲外，也有擴充版和鐵盒版供玩家購買。2015年7月31日，索尼證實Supermassive已發出《直到黎明》的RTM版本。2015年8月正式開始於世界各地發售，且在發行首週便位列零售軟件銷售榜第2位，成為英國第2暢銷的遊戲，僅次於《戰爭機器：終極版》。但在日文版中，角色的死亡畫面因過於血腥而遭屏蔽。

## 評價
《直到黎明》得到業界的廣泛好評。GameRankings根據52條評論作統計，得出《直到黎明》得到了80/100分。Metacritic則根據68條點評給《直到黎明》79/100的分數。
IGN的露西·奧布萊恩（Lucy O'Brien）讚揚《直到黎明》製造的「毛骨悚然」環境、角色們開玩笑似的語氣和玩家必須做出的決擇。但她亦表示討厭遊戲中的某些角色，特別是「希爾醫師」，同時她也表示遊戲的劇情拖累了遊戲的品質，並稱把故事的重點放在遊戲後半部分是「愚蠢和脫軌的」。露西·奧布萊恩雖然認為《直到黎明》存在一些瑕疵，但她覺得這遊戲還是很令人享受。她給了《直到黎明》一個正面的評價，為7.5/10分。
Game Informer的傑夫·馬爾切亞法瓦（Jeff Marchiafava）給《直到黎明》9/10的高分。他稱讚《直到黎明》中可改變遊戲故事的選擇系統，同時也表示自己給出高分的原因是因為它「一流的配音」和「引人入勝和令人興奮的故事與視覺效果」，還稱遊戲玩法「簡單而又給人深刻的印象」和「令人愉快」。但傑夫·馬爾切亞法瓦同時亦形容遊戲的動畫「笨拙」，但總體來說他還是給出「遊戲是個令人為之一振的體驗，恐怖迷絕對不應該錯過」的評價。
GameSpot的阿歷莎·雷·科雷亞（Alexa Ray Corriea）給出8/10分。阿歷莎表示對《直到黎明》感到驚喜，並特別稱讚故事的部分，原因是其支線已足夠改變遊戲的故事，她說：「無論你選哪個，都會徹底的改寫遊戲的其餘部分」。她同時也用「好得不行了」來形容演員的演技和整體的可玩度。負面評論方面，阿歷莎批評故事的中心大多在遊戲尾段，視角也「不太討好」，並說「視覺效果有時是靠不住的」。
VideoGamer.com的湯姆·奧利（Tom Orry）給《直到黎明》8/10分，理由是它的恐怖元素、演員的演技和「優雅」的視覺效果，他對選擇系統的評價也較為正面，但仍有一些輕微的批評。奧利認為《直到黎明》已經超出他預期，並補充說遊戲雖簡單，但沿著故事發展時已成功的帶給玩家一個驚心動魄和延展性的體驗。
Destructoid的克里斯·卡特（Chris Carter）給出7/10分。他讚揚遊戲的環境，收藏品和前情提要。然而，他批評遊戲的故事太過墨守成規，演技也過分誇張，此外，他還批評遊戲缺乏對遊戲後續有實質意義的選擇。而GamesRadar的露易絲·布萊恩（Louise Blain）則給《直到黎明》3.5/5分，稱遊戲「很美麗」，並稱「你有在恐怖片中看過血跡斑斑的情書嗎？」。她說自己很享受遊戲的突發恐嚇、步伐、視覺效果和整體的基調，但同時亦批評遊戲「短得令人心痛」。露易絲也表示不喜歡《直到黎明》的選擇系統，因為它令某些劇情點的長度「縮水」。
Polygon的菲利普·科拉爾（Philip Kollar）對《直到黎明》褒貶不一，給出分數為6.5/10。儘管他稱《直到黎明》給了他一個獨特的體驗，但他仍認為遊戲很「普通」，不是一個很棒的遊戲。他認為《直到黎明》能夠讓他埋首去玩已經很好了。他補充說，遊戲的敘事結構可以作為今後以敘事為主的遊戲的例子。

### 销售
《直到黎明》在日本成为了第六每星期销售最高的软件，销量超过17万。这游戏和《龍族教義Online》一起让PlayStation 4销量稍微提高了一些。2015年8月29日，此游戏在英国成为了该星期的第二销售最高软件，在英国零售销售表中获得了第二，仅落后于《战争机器：终极版》。根据NPD集团，《直到黎明》在2015年8月是英国第七销售最高的游戏。开发团队——Supermassive Games表示这些销量已经大大超过了他们的预期。

### 奖项和提名
| 年份 | 奖项                                | 分类                    | 得奖者/被提名者           | 结果   | 参考资料      |
| ---- | ----------------------------------- | ----------------------- | ------------------------- | ------ | ------------- |
| 2015 | 金摇杆奖                            | 年度最佳PlayStation游戏 | 《直到黎明》              | 提名   | [ 52 ]        |
| 2015 | 全球游戏大奖                        | 最佳恐怖游戏            | 《直到黎明》              | 獲獎   | [ 53 ]        |
| 2015 | 全球游戏大奖                        | 最佳原创游戏            | 《直到黎明》              | 季军   | [ 53 ]        |
| 2015 | 游戏大奖                            | 最佳游戏叙事            | 《直到黎明》              | 提名   | [ 54 ]        |
| 2016 | New Statesmen2015十大电子游戏       | 最佳游戏                | 《直到黎明》              | 第七名 | [ 55 ]        |
| 2016 | Hardcore Gamer2015年最佳游戏        | 最佳冒险游戏            | 《直到黎明》              | 亚军   | [ 56 ]        |
| 2016 | PlayStation部落格2015年最佳电子游戏 | 最佳PS4游戏             | 《直到黎明》              | 提名   | [ 57 ] [ 58 ] |
| 2016 | PlayStation部落格2015年最佳电子游戏 | 最佳剧情                | 《直到黎明》              | 亚军   | [ 57 ] [ 58 ] |
| 2016 | 西南偏南电玩大奖                    | 优秀技术成就            | 《直到黎明》              | 提名   | [ 59 ]        |
| 2016 | NAVGTR奖                            | 配角剧情表演            | 布雷特·達爾頓（饰演麦克） | 提名   | [ 60 ]        |
| 2016 | NAVGTR奖                            | 新IP音效使用            | 《直到黎明》              | 提名   | [ 60 ]        |
| 2016 | 英国学院游戏奖                      | 英国游戏                | 《直到黎明》              | 提名   | [ 61 ]        |
| 2016 | 英国学院游戏奖                      | 游戏新观念              | 《直到黎明》              | 提名   | [ 61 ]        |
| 2016 | 英国学院游戏奖                      | 原创特性                | 《直到黎明》              | 獲獎   | [ 61 ]        |
| 2016 | 英国学院游戏奖                      | 剧情                    | 《直到黎明》              | 提名   | [ 61 ]        |

## 分拆与前传
在接受PlayStation LifeStyle的采访时，执行制片人彼得·薩繆爾斯（Pete Samuels）表示Supermassive Games仍在探索延续《直到黎明》故事的可能性。索尼在2015年巴黎游戏周上宣布了一个非典型的分拆作品，《直到黎明：血腥突袭》，一款第一人称射击恐怖游戏，这款游戏的开发在《直到黎明》本作的开发中期开始。2016年10月13日，该作发布，为一款PS VR游戏。
2017年6月，游戏《絕命患者》被宣称为《直到黎明》故事的前作，其设定为在该作故事发生的60年前，背景为正傳中出現過的黑木疗养院（Blackwood Sanatorium）。该款作品在2018年1月发售。

## 外部連結
- 官方网站